# Kasey McAteer
Kasey McAteer, né le 22 novembre 2001 à Northampton en Angleterre, est un footballeur international irlandais qui évolue au poste d'ailier droit à Leicester City.

## Carrière

### en club
Né à Northampton, il est formé dans le club de Leicester City. Le 12 décembre 2021, il fait ses débuts lors d'un match de Premiership contre Newcastle United.
Le 28 janvier 2022, il est prêté à Forest Green Rovers.
Le 31 janvier 2023, il est prêté à AFC Wimbledon.

### en équipe nationale
En octobre 2023 McAteer emet le souhait de se mettre à disposition de l'équipe nationale irlandaise. Il est convoqué pour la première fois par Heimir Hallgrimsson en équipe de république d'Irlande le 29 août 2024.

## Palmarès

### En club
- Forest Green Rovers
  - League Two
    - Champion : 2022

- Leicester City
  - EFL Championship
    - Champion : 2024